# 염경환
염경환(1971년 1월 2일 (1973년 음력 12월 6일) ~ )은 대한민국에서 활동하는 개그맨 출신 방송인이다. 본관은 파주이다. 대한민국 공군 사병으로 복무한 경력을 갖고 있는 그는 연예계의 대표적인 낚시꾼으로 알려져 있다. 배우자는 7살 연하(1980년생)의 서현정이다.
《남희석·이휘재의 멋진 만남》에서 고등학교 동기이기도 한 SBS 5기 개그맨인 지상렬과 콤비를 이루어 클론의 이미테이션 그룹인 클놈으로 많은 인기를 끌었다. KBS 슈퍼 TV 일요일은 즐거워의 코너인 출발 드림팀 시즌1 한국토지주택공사 토지부문(당시 한국토지공사) 흙기사팀과 춘향이 구출 대결 편에서 이창명이 무리한 목 사용으로 탈이 나자 대타MC로 활동한 바 있었다.

## 학력
- 인천박문초등학교 졸업 (1983년)
- 제물포중학교 졸업 (1986년)
- 제물포고등학교 졸업 (1989년)
- 대전산업대학교 건설환경조형대학 공업디자인학과 중퇴

## 별명
- 염통
- 술고래
- 개불
- 염스님
- 마계 염

## 방송

### 예능
- 2003년 KBS2 《TV는 사랑을 싣고》
- 2005년 KBS2 《가족오락관》
- 2009년 SBS 《스타주니어쇼 붕어빵》
- 2019년 MBC 《황금어장 라디오스타》
- 2023년 KBS2 《옥탑방의 문제아들》
- 2023년 JTBC 《짠당포》

### 드라마
- 2014년~2015년 MBC 《전설의 마녀》 - 손풍금의 맞선남 역 (우정출연)
- 2015년 KBS2 《후아유 - 학교 2015》 - 교복광고 감독 역 (특별출연)

## CF
- 2000년 hy 포포야
- 2001년 농심 쫄병스낵 - 클놈편

## 가족 관계
- 장남 염은률(2005년 7월 27일 ~  , 장남)
- 차남 염은우(2015년 10월 10일 ~  , 차남)